# Bryan Hines
Bryan Hines   (Morehead, 14 de maig de 1896 - Flagstaff, 10 de setembre de 1964) va ser un lluitador estatunidenc, especialista en lluita lliure, que va competir durant la dècada de 1920.
El 1924 va prendre part en els Jocs Olímpics de París, on guanyà la medalla de bronze en la competició del pes gall del programa de lluita.